# 小清水亜美のアイカ・アクティブ・アドベンチャー
小清水亜美のアイカ・アクティブ・アドベンチャーはOVA『AIKa R-16:VIRGIN MISSION』に関連したインターネットラジオ番組。

## パーソナリティ
- 小清水亜美 （皇藍華役）

## 配信日など
- 配信期間：2007年2月23日〜10月26日
- 配信サイト：BEAT☆Net Radio!
- 配信日：第2・4金曜日

## コーナー
- 素敵なレディになるための十箇条
  - 小清水がどうしたら素敵なレディになれるのか、その十箇条を考える。
- あなたのお宝サルベージ
  - ゲストのお宝を小清水がサルベージする。

## ゲスト
- 第1回：飯塚智久（プロデューサー）
- 第1回、第11回：杉山潔（プロデューサー）
- 第2回、第3回：鈴木菜穂子（凪紗りさこ役）
- 第4回、第5回、第16回、第17回：福圓美里（真海エリ役）
- 第8回、第9回：能登麻美子（美波野カレン役）
- 第10回：田代省三（海洋研究開発機構職員）
- 第11回：山内則康（キャラクターデザイン）
- 第13回：吉野裕行（ガスト役）
- 第14回、第15回：黒田崇矢（船長役）